# Вільногірське скло
ТОВ «Вільногірське скло» — одне з найбільших виробників склотари в Україні, розташоване у центральній частині країни в місті Вільногірську Дніпропетровської області.

## Історія
«Вільногірський завод електровакуумного скла» (ВЗЕВС) мав би  стати найпотужнішим склозаводом в УРСР. Виробництво комплектуючих зі скла і металів для кольорових кінескопів мало забезпечувати своєю продукцією заводи по виробництву кінескопів усього СРСР. Надалі на підприємстві передбачалося освоїти складальне виробництво кольрових кінескопів. Але в зв'язку з розривом економічних зв'язків, викликаних розпадом СРСР, через відсутність замовлень у 1990 році було припинене будівництво нових об'єктів тазупинене виробництво основної продукції.
З 1992 р. Вільногірський завод електровакуумного скла перейменований у Завод «ЭКМА», а вже в 1994 році була почата приватизація державного підприємства «Завод «ЭКМА». 
З 1996 р. державне підприємство «Завод «ЭКМА» перетворене у Відкрите акціонерне товариство «3авод «ЭКМА». Завод  власними силпми здійснив перепрофілювання  на випуск склотари.

## Особливості
«Вільногірське скло» — єдине в Україні підприємство цього сегмента ринку, яке продукує склотару відразу трьох кольорів — зеленого, оливкового (крім нього, більше ніхто не випускає) і прозорого. Нещодавно, з введенням нової лінії з виробництва прозорої склотари, «Вільногірське скло» оформило своє лідерство в Україні і за загальними обсягами виробництва. 

## Продукція
Підприємство контролює більше 40% ринку виробництва склотари для розливу тихих та ігристих вин. Сьогодні під торговим знаком «Вольногорское скло» випускається широкий асортимент продукції: пляшки для шампанського, білі горілчані, зелені і оливкові винні пляшки, білі банки для консервації. Щомісяця тут виробляється близько 30 млн пляшок (21 млн білих, 6 млн зелених і 3 млн оливкових пляшок), тобто близько 1 млн на добу, або близько 360 млн на рік.
ТОВ «Вільногірське скло» розпочато роботу з освоєння міжнародних стандартів якості серії ISO 9000.

## Сьогодення
Серед основних споживачів продукції підприємства  Артемівський ЗШВ – складає 21%, інші – не більш 15% у загальному товарообігу. 
Основну частку в продажах займає шампанська пляшка – близько 38%,  винна класична – 14%, винна ексклюзивна – 11%, Коблево – 8 % та інші. Основні продажі сконцентровані в сегменті – пляшки для шампанських вин та винної промисловості.
Обсяг ринку шампанської пляшки – до 40 млн шт. на рік. Позиція заводу в цьому сегменті складає 48%, а планується довести до кінця року цей показник до 60%  
По винній пляшці обсяг ринку більш 130 млн шт. у рік. ТОВ «Вільногорське скло» у цьому сегменті займає близько 45%, а планується досягти 52%.